# الهجرة المسيحية

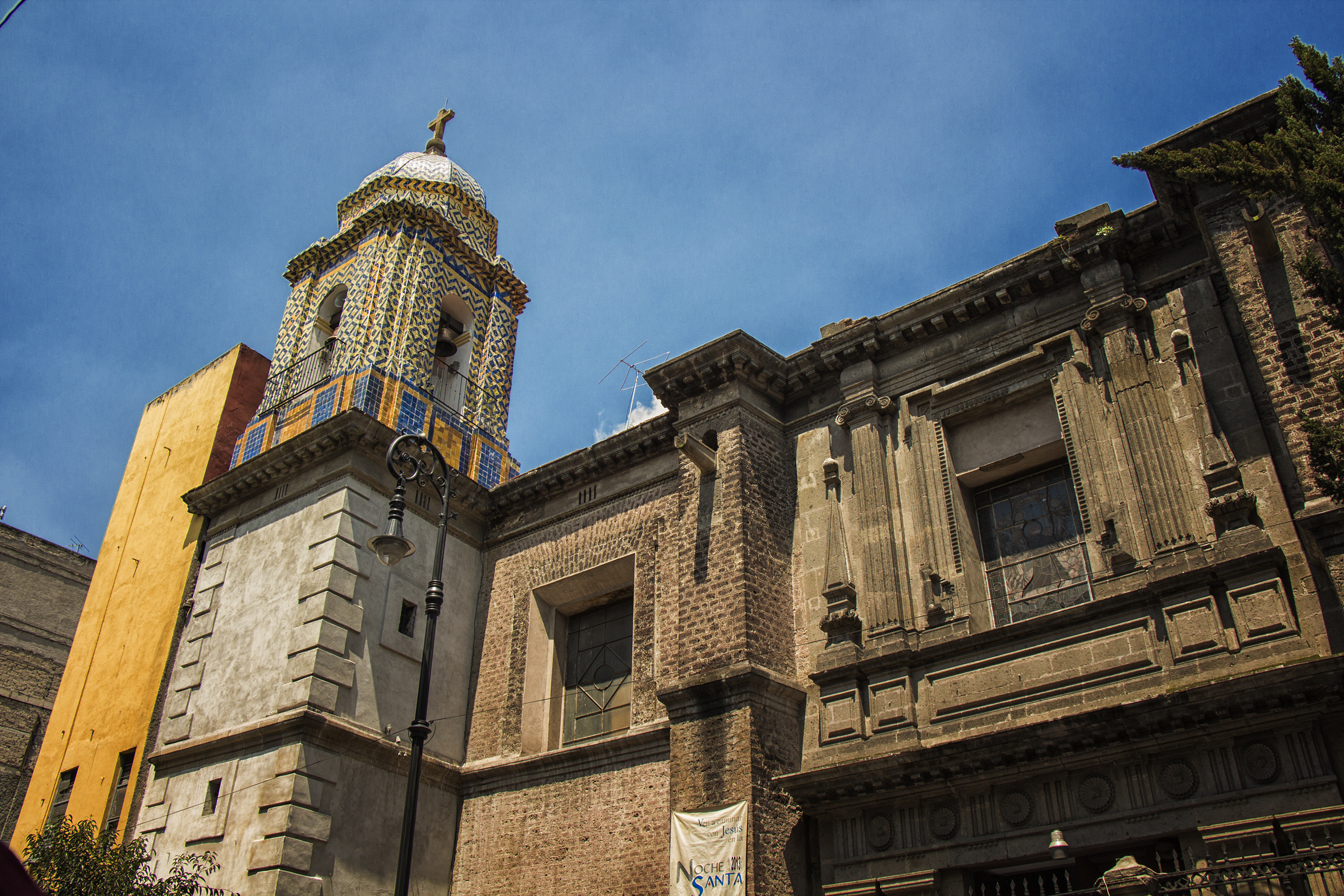
الكاتدرائية المارونيّة الأنطاكية في مكسيكو سيتي، تضم أمريكا اللاتينية مجتمعات مسيحيّة شرقيّة بارزة ومندمجة بشكل جيد، ويبرزون في مجال الأعمال التجاريّة، التجارة، الخدمات المصرفية، الصناعة، والسياسة.

الهجرة المسيحية هي هجرة مسيحيين من البلدان التي لديها نسبة عالية وغالبية من غير المسيحيين. المناطق التي تأثرت بشكل خاص من هجرة المسيحيين تشمل منطقة الشرق الأوسط وشبه القارة الهندية والشرق الأقصى. اليوم، معظم الأشخاص من أصول شرق أوسطية في الولايات المتحدة هم من المسيحيين.

## الهجرة المسيحية من الشرق الأوسط

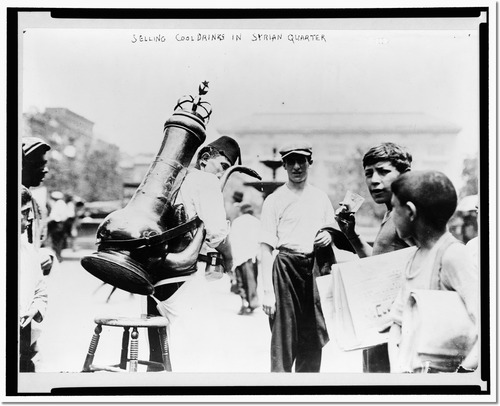
جانب من الحياة في سوريا الصغيرة في مشيغان؛ تعبر عن ظاهرة الهجرة المسيحية المشرقيَّة.

عدد المسيحيين في الشرق الأوسط آخذ في الانخفاض بسبب الهجرة واسعة النطاق بسبب الاضطهادات ومعاداة المسيحية أو بسبب العوامل الاقتصادية والصراع السياسي والعسكري، والشعور بعدم الأمان أو العزلة بين السكان بسبب المسيحيين أقلية. كما تم ارتفاع معدل الهجرة بين المسيحيين، مقارنة مع المجموعات الدينية الأخرى، يعزى إلى وجود شبكات مسيحية شرق أوسطية أقوى وداعمة في الخارج، في شكل مجتمعات المهاجرين.

### لبنان
شهد لبنان عملية نزوح كبيرة من المسيحيين اللبنانيين. وا الذين هاجروا إلى أمريكا الشمالية و‌الجنوبية و‌أوروبا و‌أستراليا قبل وأثناء وبعد الحرب الأهلية اللبنانية 1975-1992. وقد ساهمت معدلات المواليد العالية عند المسلمين في وصول اللاجئين الفلسطينيين، وبسبب الهجرة والتهجير انخفضت نسبة المسيحيين في لبنان من 65% إلى 40%. يلعب المسيحيون دورًا فاعلًا وأساسيًا في الثقافة والسياسة والمجتمع.

### فلسطين

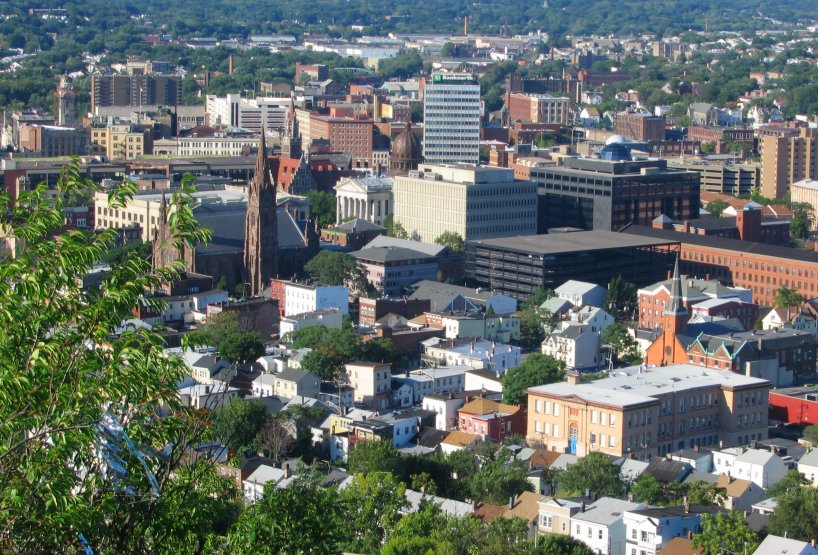
رام الله الصغرى في باترسون؛ نيو جيرسي. تضم المنطقة واحدة من التجمعات الفلسطينيَّة المسيحيَّة الكبرى في الولايات المتحدة.

أدّى إنشاء دولة إسرائيل حيث شهدت فيما هجرة يهود العالم إلى إسرائيل، سببًا لتهجبر المسيحيين، ازدادت هجرة المسيحيين مع حرب 1948 وحرب 1967. كانت أولى وجهات المغترب المسيحي أمريكا اللاتينية، بالإضافة إلى أمريكا الشمالية وأستراليا وأوروبا، واليوم يعيش أغلب الفلسطينيين المسيحيين خارج فلسطين التاريخية. تشير التقديرات إلى 35% من مسيحيي إسرائيل والأراضي الفلسطينية هاجروا منذ عام 1967.

في بيت لحم انخفضت أعداد المسيحيين في المدينة بشكل مُطرد، ويرجع ذلك في المقام الأول إلى الهجرة. انخفاض معدل المواليد من المسيحيين يمثل أيضًا سببًا للانخفاض. في عام 1947، بلغت نسبة المسيحيين حوالي 85%، ولكن بحلول عام 1998 انخفضت النسبة إلى 40%. في عام 2005، وضح رئيس بلدية بيت لحم فيكتور بطارسة أن "نتيجة للتوتر سواء الجسدي أو النفسي والحالة الاقتصادية السيئة، كثير من الناس يهاجرون، سواء مسيحيين أو مسلمين، لكن الهجرة أكثر أنتشارًا بين المسيحيين، لأنهم بالفعل هم أقلية.

### العراق

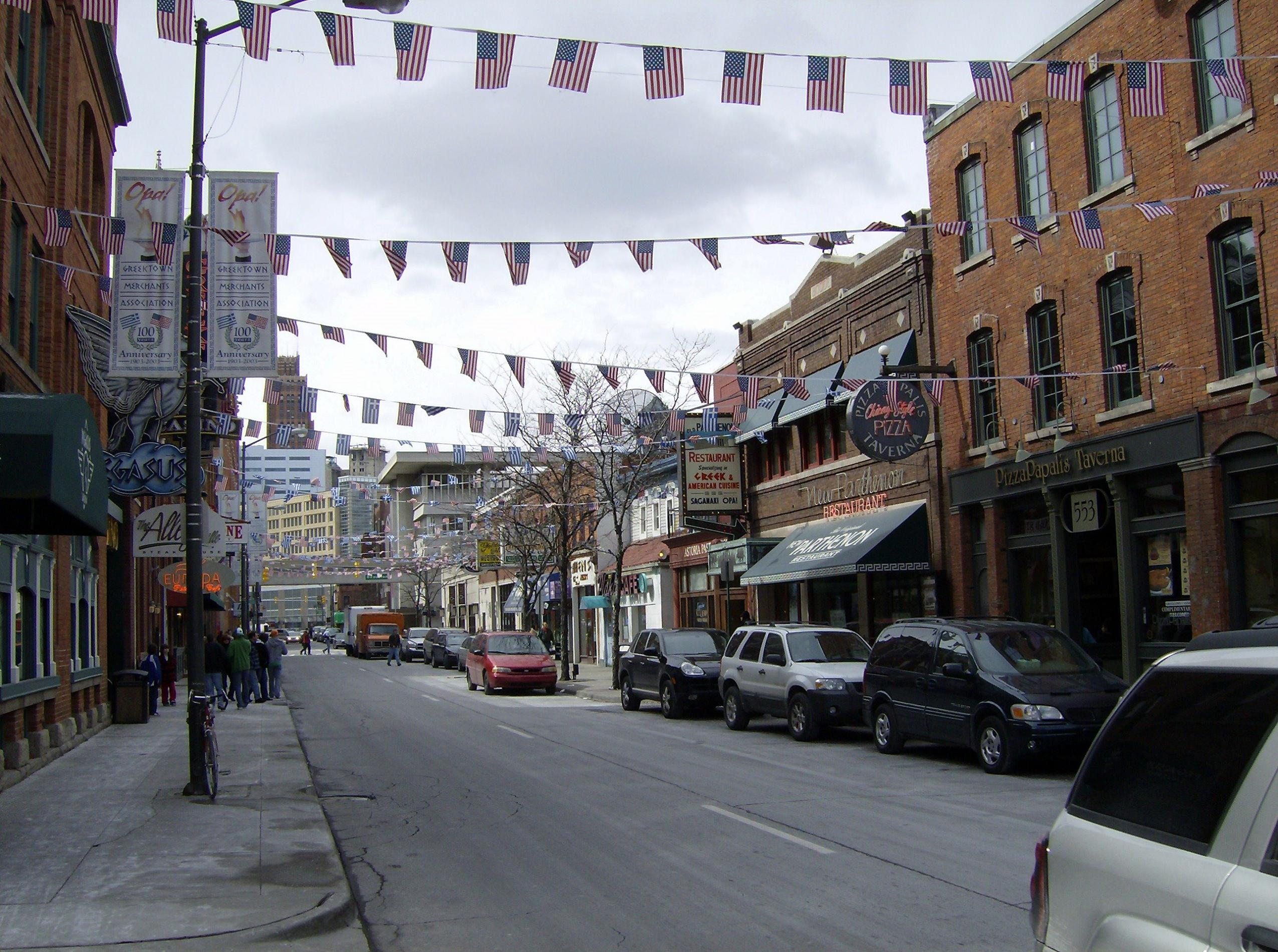
حي الكلدان في في مدينة ديترويت؛ تضم المدينة واحدة من التجمعات العراقيَّة المسيحيَّة الكبرى في.

لقد كان انتقال السلطة إلى أيدي الإسلاميين الشيعة في العراق منذ الإطاحة بنظام صدام حسين على عسير بالنسبة للمجتمعات المسيحية في العراق. وقد أدى الاحتكاك بين الطوائف المتناحرة في العراق في كثير من الأحيان إلى أعمال العنف الموجهة ضد المسيحيين. وبناء على ذلك، كان هناك موجات هروب للمسيحيين من بعض المناطق إلى أوروبا وإلى الولايات المتحدة. منذ عام 2003، فر مئات الآلاف من مسيحيي العراق، فبعدما كان عدد المسيحيين يصل إلى 1,400,000 قبل حرب العراق فقد انخفض الرقم إلى 500,000 ولا تزال الأرقام مستمرة في التناقص. بين عامي 2003 و2012 تعرضت للقصف أكثر من 70 كنائس. في عام 2007 قتل متشددو القاعدة كاهن شاب في مدينة الموصل، وقتل في عام 2010 إرهابيين 53 مسيحي سرياني في مجرزة سيدة النجاة. وعلى الرغم من أن المسيحين شكلوا نسبة 3% من سكان العراق، في تشرين الأول 2005، إلا أن مفوضة الأمم المتحدة السامية لشؤون اللاجئين تشير إلى ان الذين لجؤء 700,000 عرافي في سوريا بين أكتوبر 2003 ومارس 2005، كان منهم 36% «مسيحيين عراقيين».

### مصر

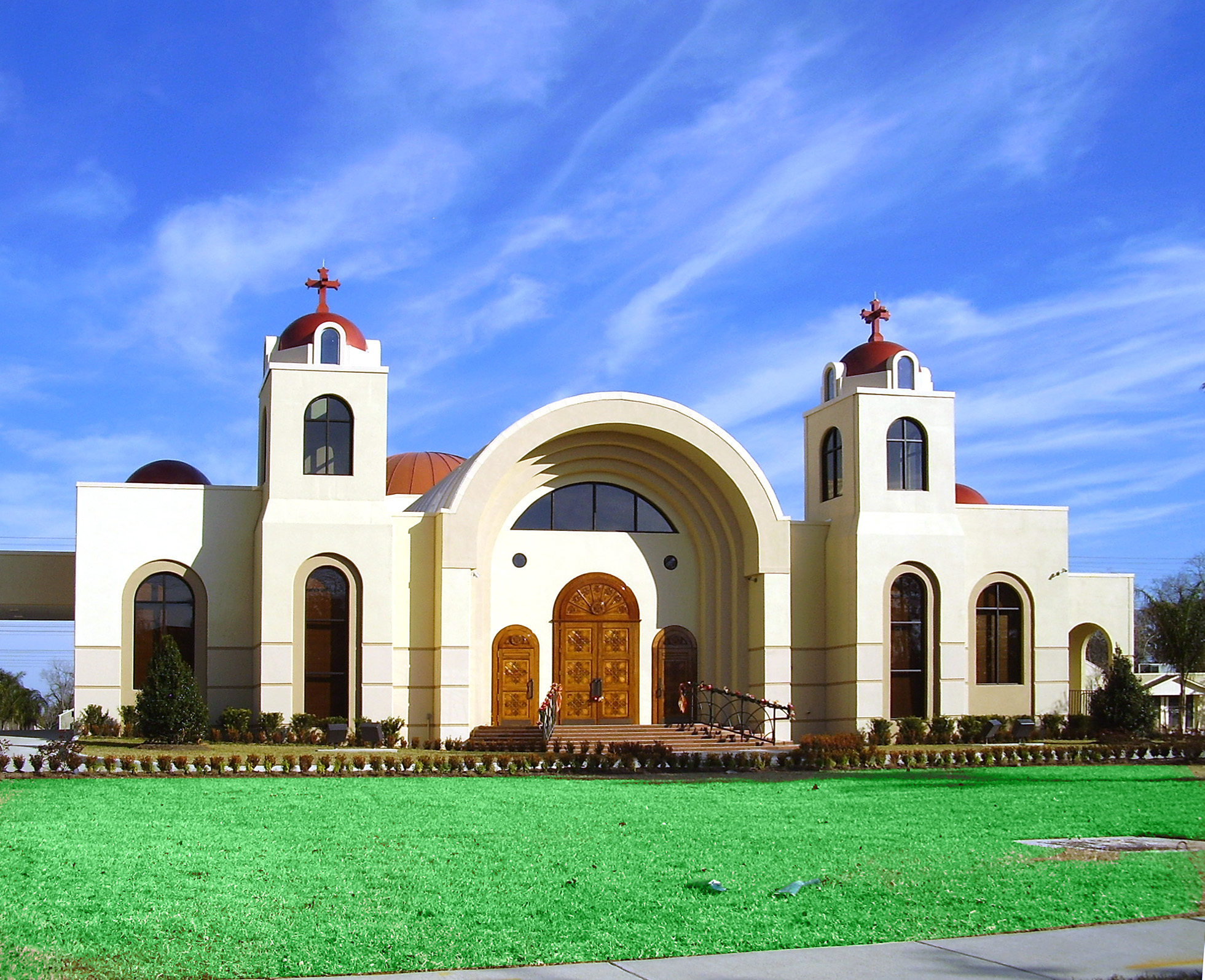
كنيسة القديس مرقس القبطية الأرثوذكسية في الولايات المتحدة.

بدأت أولى موجات هجرة الأقباط للخارج بعد قيام ثورة 23 يوليو 1952 مباشرة، ومع صدور قانون التأميم، لاسيما أن الأقباط كانوا أكثر المصريين ثراء، وبعد انتزاع بعض أملاكهم سارعوا للهجرة إلى دول أميركا وأوروبا وكندا، ثم توالت الموجات مع اندلاع أي حادث له صبغة طائفية، وشهدت الفترة التي حكم الرئيس الراحل أنور السادات فيها العديد من موجات الهجرة، غير أنها زادت في عهد الرئيس السابق حسني مبارك، لاسيما بعد تردي الأحوال الاقتصادية، بينما كان أيضًا سبب ظاهري آخر وهو المعاناة من الاضطهاد الديني.
ثلاثة أسباب يمكن وضعها ركائز رئيسية لأسباب هجرة المسيحيين، الأول ممثلة بالعامل الاقتصادي وتدهور الحالة المعيشية وهو بكل الأحوال يفتح مجالاً لهجرة عامة غير أنها أعلى في أوساط المسيحيين، العامل الثاني يتمثل «بالتفريق في المعاملة» بين المسيحيين وسواهم والثالث هو تصاعد الحركات الأصولية الإسلامية كما حصل أواخر السبعينات وأوائل الثمانينات في مصر. لا يزال الأقباط يحتفظون بالطقوس الشرقية كاملة، وتنظم شؤونهم الكنيسة ما يُعرف في الكنائس الشرقية عامة باسم «أبرشيات المغترب»، مثال على ذلك كل من الكنيسة البريطانية الأرثوذكسية والكنيسة الفرنسية القبطية الأرثوذكسية وهي ضمن كنيسة الإسكندرية، ولكنها تعتبر مستقلة إدارياً.
وأثار عدد من الإسلاميين الجدل عقب وصفهم للمسيحيين بالكفار على التلفزيون ومطالبتهم بدفع الجزية. في أكتوبر 2011 تبنى البرلمان الأوروبي مشروع قرار اتهم فيه مصر باضطهاد السكان المسيحيين. وبعد تولي محمد مرسي رئاسة الدولة بحلول منتصف عام 2012 كان 10,000 مسيحي قد فر من البلاد.

### تركيا

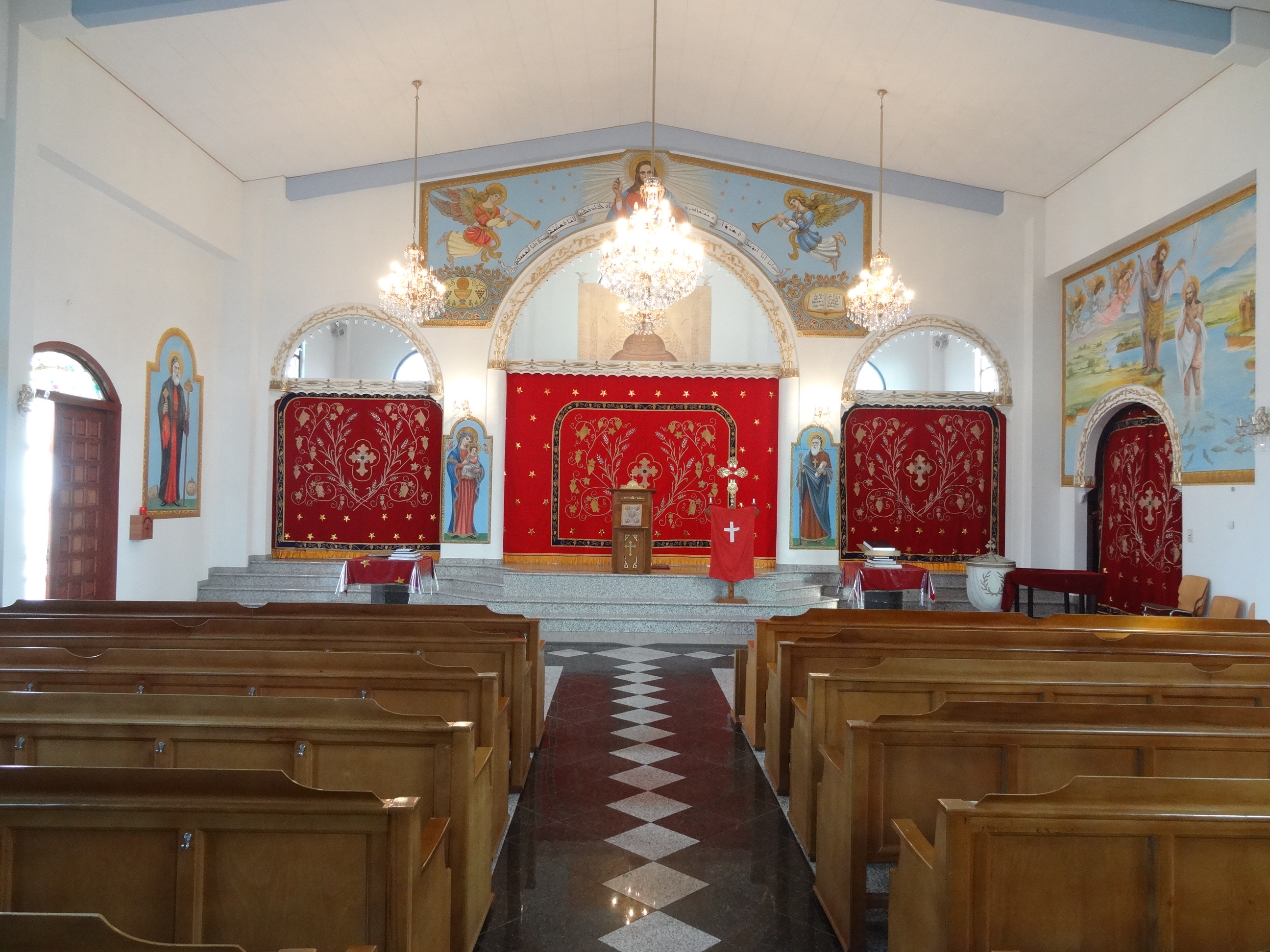
كنيسة سريانيَّة أرثوذكسيَّة في ألمانيا يعود أصول رعايا هذه الكنيسة إلى طور عابدين في تركيا.

قدّرت نسبة المسيحيين في تركيا في بداية القرن العشرين بين 18%-33% وذلك بحسب مصادر مختلفة. بدأت أولى موجات الهجرة لمسيحيون تركيا مع تهجير أعداد كبيرة من الأرمن إلى سوريا ولبنان والموصل، وكان التهجير يتم بطريقة بدائية مما أدى إلى موت حوالى 300 ألف من المهاجرين في الطريق من الجوع والبرد والمرض إضافة لتعرضهم لهجومات مستمرة من السكان المحليين. إنخفضت أعداد المسيحيين بسبب المذابح ضد الأرمن وضد الطوائف المسيحية الأخرى منها الآشوريين والسريان واليونانيين البونتيك؛ بسبب التهجير والهجرة الطوعيّة تضائل عدد المسيحيين مثلًا في إسطنبول وحدها من 450,000 نسمة إلى 240,000 شخص من سنة 1914 حتى سنة 1927.
وقامت تركيا بعملية التبادل السكاني لليونانيين الأرثوذكس مما أدى إلى ترانسفير 2.5 مليون مسيحي من المنتمين للكنيسة اليونانية الأرثوذكسية؛ تسارعت هجرة مسيحيين إسطنبول عشية عام 1942 حيث تم فرض ضرائب باهظة على المواطنين الأثرياء والتي استهدفت بشكل خاص المسيحيين واليهود الذين كانوا يسيطرون على جزء كبير من الاقتصاد التركي؛ وعقب بوغروم إسطنبول عام 1955 أدّت هذه الأحداث إلى هجرة أغلبيّة مسيحيين إسطنبول، بسبب نهب الكنائس وقتل السكان المحليين من المسيحيين، فقد حرقت خلال بوغروم إسطنبول بطريركية القسطنطينية مركز الكنيسة الأرثوذكسية والعديد من المنازل والمشاغل والمصالح التي يملكها يونانيون وارمن، ما أدى إلى هجرات كثيفة مسيحية ويهودية.

### إيران

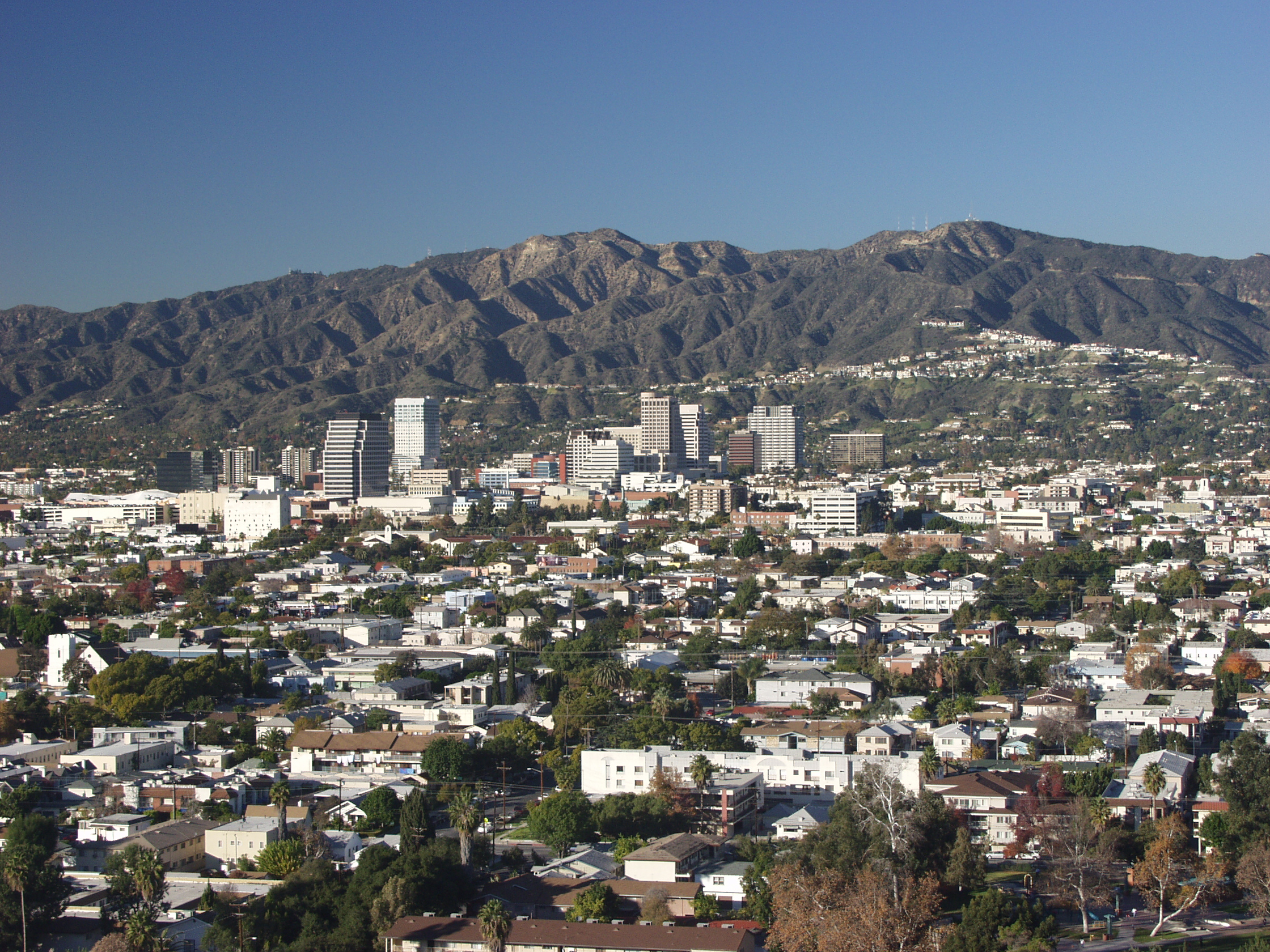
مدينة غلينديل في كاليفورنيا؛ تضم المدينة جاليّة مسيحيّة كبيرة من إيران.

تقلص عدد مسيحيون إيران من 5 بالألف إلى 1 بالألف منذ قيام الثورة الإسلامية عام 1979. أدت ثورة الإمام الخميني إلى هجرة الكثير من المسيحيين خصوصاً بعد حرب الثماني سنوات مع العراق وصراع إيران مع الولايات المتحدة الأميركية إضافةً إلى ان توجهات الثورة الإسلامية نحو أسلمة المجتمع الإيراني دفعت أكثر من ثلثي مسيحي إيران للرحيل إلى الخارج.

### سوريا
كان مسيحيو سوريا يشكلون نحو 30% من السكان مطلع القرن العشرين، وترتفع نسبتهم في دمشق وحمص واللاذقية والجزيرة الفراتية لتتجاوز ثلث السكان، ومنذ منتصف القرن العشرين أصيبت المسيحية السوريّة بدورها بالهجرة. وبحسب تقرير لبي بي سي هناك اتجاه قوي بين المسيحيين السوريين للهجرة. في تقرير لوزارة الخارجية الروسية منتصف 2016، أعلنت أن عدد المسيحيين في سوريا انخفض بمليون نسمة منذ بداية الحرب، حيث انخفض من 2.2 مليون إلى 1.2، وقد أعربت عن خوفها من مصير مشابه لمسيحيي العراق، الذين غادرت الغالبية العظمى منهم منذ الغزو الأميركي. وقد أشار
قسطنطين دولغوف مفوض الوزارة لشؤون حقوق الإنسان والديمقراطية وسيادة القانون إلى أن الجماعات المسلحة في الغوطة الشرقية كانت تستهدف الأحياء والأماكن المسيحية مثل باب توما والقصاع وجرمانا.
وقد شمل ذلك عدة تفجيرات انتحارية وهجمات بقذائف الهاون.

## الهجرة المسيحية من شبه القارة الهندية

### باكستان

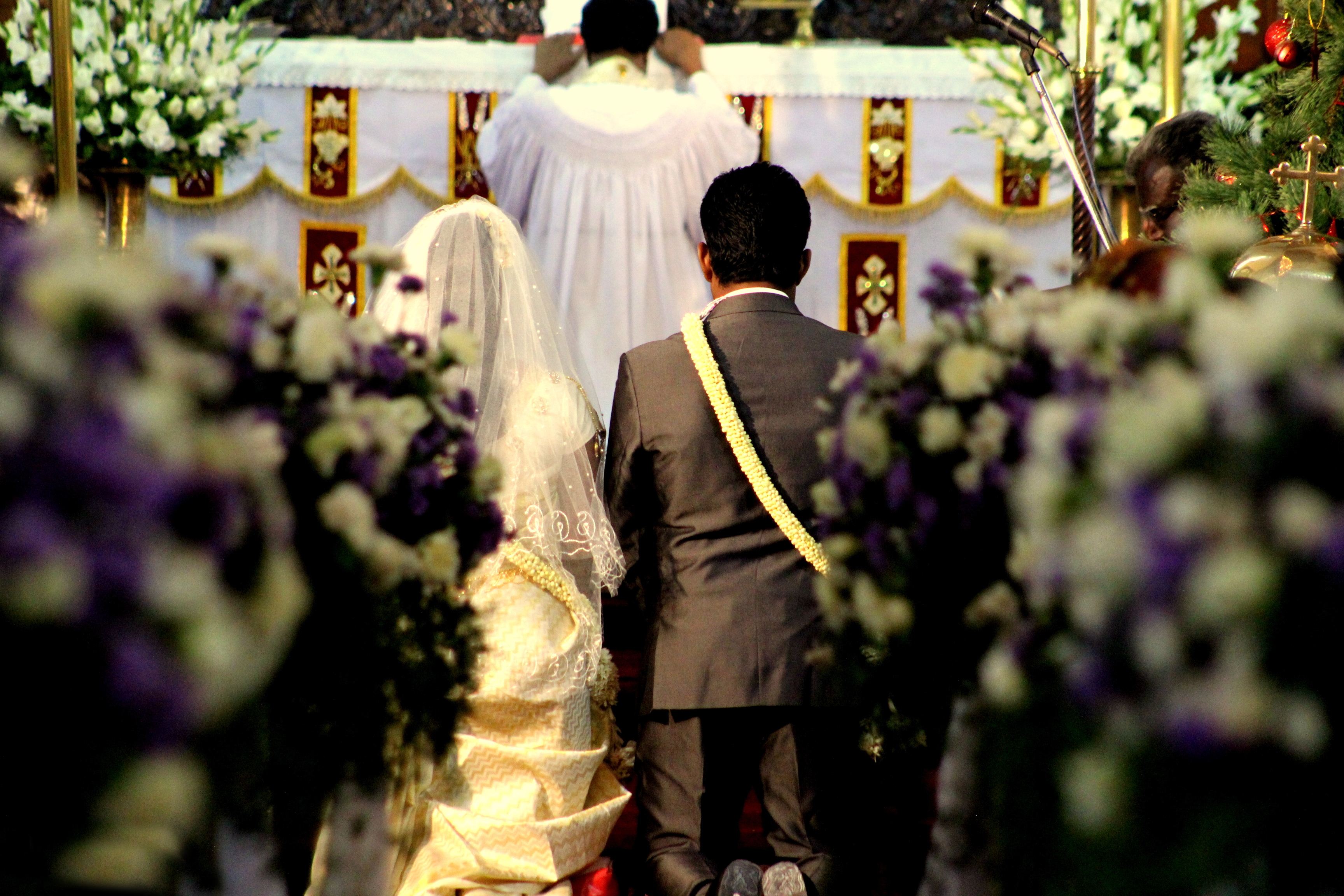
زفاف لزوجين من أصول هندية مسيحية في كندا.

هرب الكثير من المسيحيون من باكستان، وخاصةً مع تزايد العنف تجاه المسيحيين مع بدء الحرب عام 2001 على الإرهاب. الهجرة المسيحية تشمل أيضًا من الهند وخاصة من ولايات غوا حيث غادر معتنقو المسيحية الولاية بسبب الاضطهاد والتمييز وكثير منهم قد واجه عوائق في الوظائف، والحياة الاجتماعية، والأسرة حيث الأغلبية هي الهندوسية.

## الهجرة المسيحية من الدول الشيوعية
أدت سياسة القمع للمارسات الدينية والاضطهادات المتورطين إلى الهجرة من الاتحاد السوفياتي السابق والدول الشيوعية في أوروبا. وكذلك في دول شرق آسيا العديد من المسيحيين الصينيين هاجروا من الصين بسبب المشاعر المعادية للمسيحية والتمييز في وطنهم ويرجع ذلك جزئيا إلى الحكم الشيوعي، ولكن أيضا للنقمة الشعبية تجاه المسيحيين الصينيين لأسباب سياسية أو ثقافية.

## وصلات خارجية
- Wusul.com - Gathering Middle East Christians
- Christian emigration reports, from the Catholic Near East Welfare Association